# Бальдини, Андреа
Андреа Бальдини (итал. Andrea Baldini, род. 19 декабря 1985 года в Ливорно, Италия) — итальянский фехтовальщик на рапирах, чемпион Олимпийских игр 2012 года в командных соревнованиях, пятикратный чемпион мира, девятикратный чемпион Европы, четырёхкратный чемпион Италии, двукратный обладатель Кубка мира. На Олимпиаде 2012 года занял четвёртое место в индивидуальных соревнованиях.

## Биография
Бальдини выиграл серебряную медаль на чемпионате мира по фехтованию 2006 года после того, как проиграл в финале 15–14 против Петера Йоппиха. Та же ситуация повторилась 1 год спустя на чемпионате мира 2007 года, проиграв Йоппиху 15–9. 1 августа 2008 года было объявлено, что Бальдини не прошел тест на наркотики на чемпионате Европы по фехтованию 2008 года и в результате ему пришлось отказаться от своего участия в Олимпийских играх в Пекине. В апреле 2009 года Международная федерация фехтования отстранила Бальдини на 6 месяцев с сентября 2008 года по март 2009 года. 
На чемпионате Европы в 2009 году в Пловдиве Бальдини выиграл две золотые медали. На этот раз он устранил Джоппича в четвертьфинале.
3 октября 2009 года он стал чемпионом мира, победив Андреа Кассара 15–14 в четвертьфинале, Артема Седова 15–6 в полуфинале и Чжу 15–11 июня в финале.
В июле 2010 года он выиграл две золотые медали на чемпионате Европы по фехтованию 2010 года в Лейпциге. В июне 2013 года он завоевал бронзовую медаль на чемпионате Европы по фехтованию 2013 года в Загребе, Хорватия, после того, как проиграл в полуфинале Джоппичу.